# Banco Central de Sudán
El Banco Central de Sudán es el banco central de Sudán. El banco se formó en 1960, cuatro años después de la independencia de Sudán. Se encuentra en la capital Jartum.

## Historia
Cuando Sudán logró la independencia en 1956, la creación de un banco central fue prioritario. Una comisión de tres expertos de la Reserva Federal de los Estados Unidos, trabajó con el gobierno sudanés y con especialistas en finanzas para crear la Ley del Banco de Sudán para 1959, y en 1960 el Banco de Sudán comenzó a operar. Para establecer el banco, el gobierno sudanés nacionalizó las operaciones Banco Nacional de Egipto en Sudán (unas siete sucursales) y las combinó con la junta monetaria sudanesa. 
Además de los deberes normales de un banco central, como acuñar monedas y emitir billetes, administrar la contabilidad interna y externa del país y establecer la política monetaria y los tipos de interés, el banco central de Sudán también es responsable de fomentar banca islámica. 
Después de que Sudán introdujera la ley islámica (Sharia) en 1984, la industria bancaria y financiera cambió sus prácticas para ajustarse a la Sharia. En 1993, el gobierno estableció el Consejo Superior de Supervisión de la Sharia (por sus siglas en inglés, SHSB) para garantizar la compatibilidad de las prácticas financieras con los principios islámicos. De conformidad con la SHSB, el gobierno ya no vende deuda soberana; en cambio, el banco vende "certificados financieros" que cumplen con los principios financieros islámicos. 

### Historia de los bancos del país
En 1965, el Banco de Sudán y el Crédit Lyonnais formaron un banco conjunto llamado Al/An/El Nilein Bank (Banco del Nilo). Crédit Lyonnais contribuyó con las dos sucursales que había desarrollado desde que entró por primera vez en Sudán en 1953. El Banco de Sudán tomó el 60 por ciento de las acciones del Nilein Bank y el Crédit Lyonnais el 40%. 
En 1970, el gobierno sudanés nacionalizó todos los bancos en Sudán, cambió los nombres de varios y los puso bajo el Banco de Sudán. Barclays Bank, que tenía una extensa red de 24 sucursales, se convirtió en el Banco Estatal de Comercio Exterior y luego en el Banco de Jartum. Las seis sucursales del Banco Misr de Egipto se convirtieron en el Banco Cooperativo del Pueblo. Las cuatro sucursales del Banco Árabe de Jordania se convirtieron en el Banco del Mar Rojo o en el Banco Comercial del Mar Rojo (las cuentas difieren). La única sucursal del Banco Comercial de Etiopía se convirtió en el Banco Comercial de Juba. El Banco National and Grindlays , que en 1969 se había hecho cargo de las cuatro sucursales que Ottoman Bank había establecido después de su ingreso en 1949, se convirtió en el Omdurman Bank. En 1973, el Banco del Mar Rojo y el Banco Cooperativo del Pueblo se fusionaron en Omdurman Bank. Luego, en 1984, Banco Omdurman se fusionó con el Banco Comercial de Juba para formar el Unity Bank. 
En 1993, Al/An/El Nilein Bank se fusionó con el Banco Industrial de Sudán para formar el Banco Industrial de Desarrollo El Nilein. En 2006, Emaar Properties y Amlak Finance, con sede en Dubái, adquirieron una participación del 60% en Banco Industrial de Desarrollo El Nilein; mientras que el Banco de Sudán retuvo una participación del 40%. 

## Operaciones

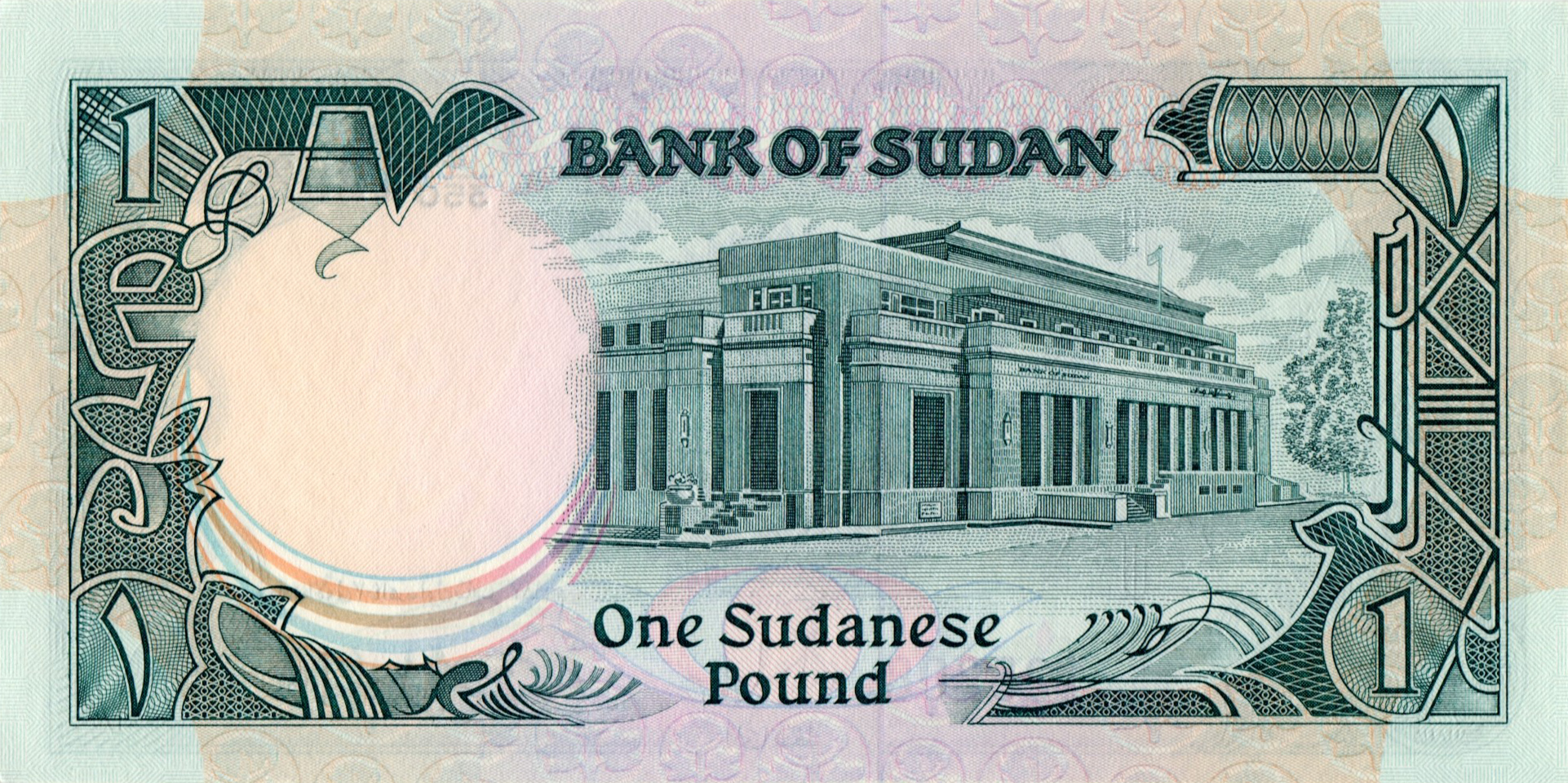
Reverso de un billete de una libra de 1987 con la sede del banco.

Desde el inicio del Programa económico de tres años (1990-1993), el Banco de Sudán ha llevado a cabo políticas destinadas a revitalizar la economía sudanesa, la última de las cuales fue la política de crédito de 2000, que se basó en lo siguiente: 
1. Enfatizando las medidas del lado de la oferta y la estabilidad monetaria para utilizar mejor los recursos bancarios al enfatizar el financiamiento de los sectores prioritarios de prioridad económica y la continuación de la racionalización de las políticas generales de oferta.
2. Continuación del programa de apoyo social en beneficio de las familias pobres de acuerdo con el proyecto de movilización nacional para la seguridad social y para mejorar la productividad.
3. Continuación del financiamiento de corporaciones públicas a través de los bancos sin recurrir al Banco de Sudán para obtener financiación directa.
4. Permitir que los bancos comerciales ofrezcan financiación en divisas de acuerdo con la regulación emitidas por el Banco de Sudán.

### Inclusión financiera
El Banco participa en el desarrollo de políticas para promover la inclusión financiera y es miembro de la Alianza para la Inclusión Financiera.

### Sucursales del Banco de Sudán
Debido al tamaño del país, el banco central tiene establecido un sistema de sucursales bancarias: 
- Jartum
- Wad Madani
- Kosti
- Atbara
- Gadarif
- Nyala
- Yuba
- El Obeid
- Dongola
- Puerto Sudán
- El Fasher
- Wau
- Malakal

## Gobernadores del Banco de Sudán
1. Mamoun Beheiry 1959–1963
2. Elsayid Elfeel 1964–1967
3. Abdelrahim Mayrgani 1967–1970
4. Abdelateef Hassan 1970–1971
5. Awad Abdel Magied Aburiesh 1971–1972
6. Ibrahim Mohammed Ali Nimir 1973–1980
7. Elsheikh Hassan Belail 1980–1983
8. Faroug Ibrahim Elmagbool 1983–1985
9. Ismail el-misbah Mekki hamad 1985–1988
10. Mahdi Elfaky Elshaikh 1988–1990
11. Elshaik SidAhmed Elshaikh 1990–1993
12. Sabir Mohammed El-Hassan 1993–1996
13. Abdall Hassan Ahmed 1996–1998
14. Sabir Mohammed El-Hassan 1998-2011
15. Mohamed Kheir El-Zubeir 8/3/2011 - 15/12/2013
16. Abdelrahman Hassan Abdelrahman Hashim 15/12/2013 -28/12/2016
17. Hazim Abdegadir Ahmed Babiker desde 28/12/2016